# Bonibais
Bonibais is een bestuurslaag in het regentschap Belu van de provincie Oost-Nusa Tenggara, Indonesië. Bonibais telt 1344 inwoners (volkstelling 2010).